# Ecce Homo (Morales)
Ecce Homo és una pintura de Luis de Morales, dit «el Diví», datada cap a 1570. Va ser adquirit el 1916 i actualment forma part de la col·lecció permanent del Museu Nacional d'Art de Catalunya.

## Descripció
Crist està sol en el seu patiment, coronat d'espines amb el rostre demacrat, la boca entreoberta, els pòmuls ossuts, els ulls aquosos amb llàgrimes i les gotes de sang lliscant sobre la pell nua, tal com Pilat l'havia de presentar davant els hebreus per dir-los: «Ecce Homo» ('Aquí hi ha l'home').

## Anàlisi
La imatge s'inspira en el relat de l'evangelista Mateu (27:28-29): «[…] El van despullar i el van cobrir amb un mantell de porpra. Van trenar una corona d'espines, la hi van posar damunt del cap, i a la mà dreta, una canya [...]». Aquest passatge satisfeia perfectament el sentiment devocional del creient contrareformístic, qui llegint-lo i contemplant-lo incrementava la intensitat de la seva vida interior. Així doncs, l'argument va tenir una gran acceptació entre la clientela de l'artista i va ser habitual en la seva producció, ja que se'n coneix més d'una versió, i aquesta és una de les millors.
Superba en la seva elaboració i factura, presenta un tractament meticulós dels cabells i de la barba, a més d'un joc misteriós de llums i ombres difuminades entre grisos i perles, que contrasten amb el fons llis obscur i la taca púrpura de la clàmide. Una visió de Crist amb expressió dolguda, amb els dits de les mans enredant-se amb exquisida elegància en la vara que li fa de ceptre i interrogant-se o interrogant-nos sobre el perquè del seu dolor. Es tracta d'una font de patetisme de gran riquesa, una creació d'intensa càrrega emocional que condueix cap a l'experiència mística.